# A magyar labdarúgó-válogatott mérkőzései 1982-ben
A magyar labdarúgó-válogatottnak 1982-ben kilenc találkozója volt. Az 1982-es labdarúgó-világbajnokságra készülő csapat Új-Zélandon kezdte az évet, és mindkét mérkőzését 2–1-re nyerte a hazaiak ellen. Márciusban előbb Ausztria, majd Peru válogatottja vendégeskedett Budapesten, ez a két mérkőzés vereséggel végződött.
Spanyolországban az első ellenfél Salvador volt, 10–1-es győzelmével a világbajnokságok történetében új csúcsot állított fel a magyar csapat: az 1954-es vb Magyarország Dél-Korea elleni 9–0-s gólcsúcsát döntve meg, illetve a világbajnokságok története során először ért el egy csapat egy mérkőzésen legalább 10 gólt. A következő ellenfél a legjobb formában lévő Argentína volt, melyben Maradona, Passarella, Tarantini, Ardiles, Kempes játszott, és 4–1-re győzött is a magyar csapat ellen. A továbbjutást a harmadik mérkőzésen Belgium 76. percben szerzett egyenlítő gólja akadályozta meg.
Szövetségi kapitány:
- Mészöly Kálmán

## Eredmények
562. mérkőzés
| 1982. február 11. |

| Új-Zéland             | 1–2             | Magyarország         |
| --------------------- | --------------- | -------------------- |
| Turner 44' (11-esből) | (1–1) Részletek | Izsó 17' Bodonyi 86' |

| Smart-stadion, Auckland Nézőszám: 20 000 Játékvezető: William Munro (NZL) |

563. mérkőzés
| 1982. február 14. |

| Új-Zéland            | 1–2             | Magyarország          |
| -------------------- | --------------- | --------------------- |
| Rufer 13' (11-esből) | (1–0) Részletek | Pölöskei 50' Izsó 65' |

| Christchurch Nézőszám: 20 000 Játékvezető: Gary Fleet (NZL) |

564. mérkőzés
| 1982. március 24. |

| Magyarország           | 2–3             | Ausztria                                  |
| ---------------------- | --------------- | ----------------------------------------- |
| Várady 61' Nyilasi 69' | (0–1) Részletek | Krankl 32' Schachner 48' Hattenberger 51' |

| Népstadion, Budapest Nézőszám: 50 000 Játékvezető: Edvard Šoštarić (YUG) |

565. mérkőzés
| 1982. április 18. |

| Magyarország | 1–2             | Peru          |
| ------------ | --------------- | ------------- |
| Szentes 1'   | (1–0) Részletek | Úribe 56' 82' |

| Népstadion, Budapest Nézőszám: 25 000 Játékvezető: Horst Brummeier (AUT) |

566. mérkőzés – vb-csoport
| 1982. június 15. |

| Magyarország                                                                      | 10–1            | Salvador    |
| --------------------------------------------------------------------------------- | --------------- | ----------- |
| Nyilasi 3' 83' Pölöskei 10' Fazekas 23' 54' Tóth 51' Kiss 70' 73' 78' Szentes 71' | (3–0) Részletek | Ramirez 54' |

| Nueva Estadio, Elche Nézőszám: 20 000 Játékvezető: Ibráhím Júszef ad-Dúj (BHR) |

567. mérkőzés – vb-csoport
| 1982. június 18. |

| Argentína                                | 4–1             | Magyarország |
| ---------------------------------------- | --------------- | ------------ |
| Bertoni 26' Maradona 28' 56' Ardiles 63' | (2–0) Részletek | Pölöskei 76' |

| José Rico Pérez Stadion, Alicante Nézőszám: 38 000 Játékvezető: Belaïd Lacarne (ALG) |

568. mérkőzés – vb-csoport
| 1982. június 22. |

| Belgium           | 1–1             | Magyarország |
| ----------------- | --------------- | ------------ |
| Czerniatynski 76' | (0–1) Részletek | Varga 28'    |

| Nueva Estadio, Elche Nézőszám: 25 000 Játékvezető: Clive White (ENG) |

569. mérkőzés
| 1982. szeptember 22. |

| Magyarország                                              | 5–0             | Törökország |
| --------------------------------------------------------- | --------------- | ----------- |
| Garaba 10' Burcsa 28' Budavári 40' Kiss S. 61' Póczik 73' | (3–0) Részletek |             |

| Rába ETO Stadion, Győr Nézőszám: 8 000 Játékvezető: Josef Pouček (TCH) |

570. mérkőzés
| 1982. október 6. |

| Franciaország | 1–0             | Magyarország |
| ------------- | --------------- | ------------ |
| Roussey 66'   | (0–0) Részletek |              |

| Parc des Princes, Párizs Nézőszám: 15 000 Játékvezető: Roger Verhaeghe (BEL) |